# Robert B. Wilson
Robert Butler Wilson (født 16. maj 1937 i byen Geneva i USA) er en amerikansk professor emeritus i økonomi ved Stanford University. Han fik i 2020 Nobelprisen i økonomi sammen med sin kollega og tidligere ph.d.-studerende Paul R. Milgrom for deres arbejde indenfor auktionsteori.
Wilson er bl.a. manden bag begrebet vinderens forbandelse, der går ud på, at vinderen af en auktion i nogle tilfælde er den, der er dårligst til at bedømme den sande værdi af den udbudte genstand og derfor ender med at komme til at give for højt et bud og dermed tabe penge på erhvervelsen.